# Polittico di Sant'Anna (Gaudenzio Ferrari)
Il Polittico di Sant'Anna rappresenta l'esordio artistico di Gaudenzio Ferrari nella città di Vercelli.

## Storia
Il pittore di Valduggia ricevette l'importante commissione il 26 luglio 1508 dalla "Congregazione di Sant'Anna", essendo il polittico destinato all'omonima chiesa vercellese; l'opera venne saldata il 7 maggio 1509.
Come era prassi in quel tempo, un pittore proveniente da fuori, doveva appoggiarsi ad una bottega attiva in città che garantisse per lui. In questo caso l'intermediario ed il garante fu Eusebio Ferrari (che nonostante l'omonimia, non era legato a Gaudenzio da rapporti di parentela).
La conoscenza dei due doveva già essere avvenuta prima della commessa; si ipotizza che proprio Eusebio sia stato il compagno di Gaudenzio nel famoso viaggio a Roma, ipotesi che varrebbe a spiegare il debito artistico di Eusebio nei confronti delle innovazioni pittoriche introdotte da Gaudenzio, in linea con le lezioni del Bramantino e del Perugino che sono già visibili nel polittico di Sant'Anna.

## Descrizione e stile
La grande macchina d'altare era formata da 6 pannelli dipinti a tempera: tutti si sono conservati e sono oggi divisi tra la Galleria Sabauda, Torino, ove troviamo quattro pannelli:
- Gioacchino cacciato dal Tempio ;
- La Madonna col Bambino, Sant'Anna e i confratelli donatori;
- L'incontro di Gioachino e Sant'Anna alla porta Aurea (registro inferiore) con l'Eterno (registro superiore)

e la National Gallery, Londra con i due pannelli:
- Angelo annunciante ;
- Vergine annunciata

I modi stilistici del polittico, con la tensione psicologica che anima le scene, costituirono per la città di Vercelli un evento di grande novità, destinato a condizionare fortemente la futura produzione degli altri pittori locali (il già citato Eusebio Ferrari, ma anche Gerolamo Giovenone e, più tardi, Bernardino Lanino che di Gaudenzio fu valente allievo)
Si può osservare, per sottolineare le novità gaudenziane, come nella tavola di Gioacchino cacciato dal Tempio, vibri un pathos singolare, con la figura del burbero sacerdote nella sua tunica bianca, che alza minaccioso il pugno verso un Gioacchino, che curva le spalle ed incrocia le braccia sul petto, impaurito ed umiliato. L'episodio si riferisce ad uno dei vangeli apocrifi che testualmente recita:
«...gli si avvicinò uno scriba del tempio di nome Ruben e gli domandò come mai egli, infecondo, osasse stare tra i fecondi, e gli disse: "A te non è lecito offrire doni e sacrifici nel tempio del Signore, giacché tu non hai suscitato una discendenza in Israele. Infatti la Scrittura dice: Maledetto chiunque non ha generato un maschio in Israele" »